# Терешки (Винницкая область)
Тере́шки (укр. Терешки) — село на Украине, находится в Барском районе Винницкой области.
Код КОАТУУ — 0520285003. Население по переписи 2001 года составляет 1001 человек. Почтовый индекс — 23027. Телефонный код — 4341.
Занимает площадь 14 км².
В селе действует храм Апостола и Евангелиста Иоанна Богослова Барского благочиния Винницкой и Барской епархии Украинской православной церкви.

## Адрес местного совета
23027, Винницкая область, Барский р-н, с. Терешки, ул. Ленина, 13